# Kriegsheim
Kriegsheim je občina v departmaju Bas-Rhin francoske regije Alzacija.
Leta 1990 je v občini živelo 405 oseb oz. 103 oseb/km².